# 우즈산

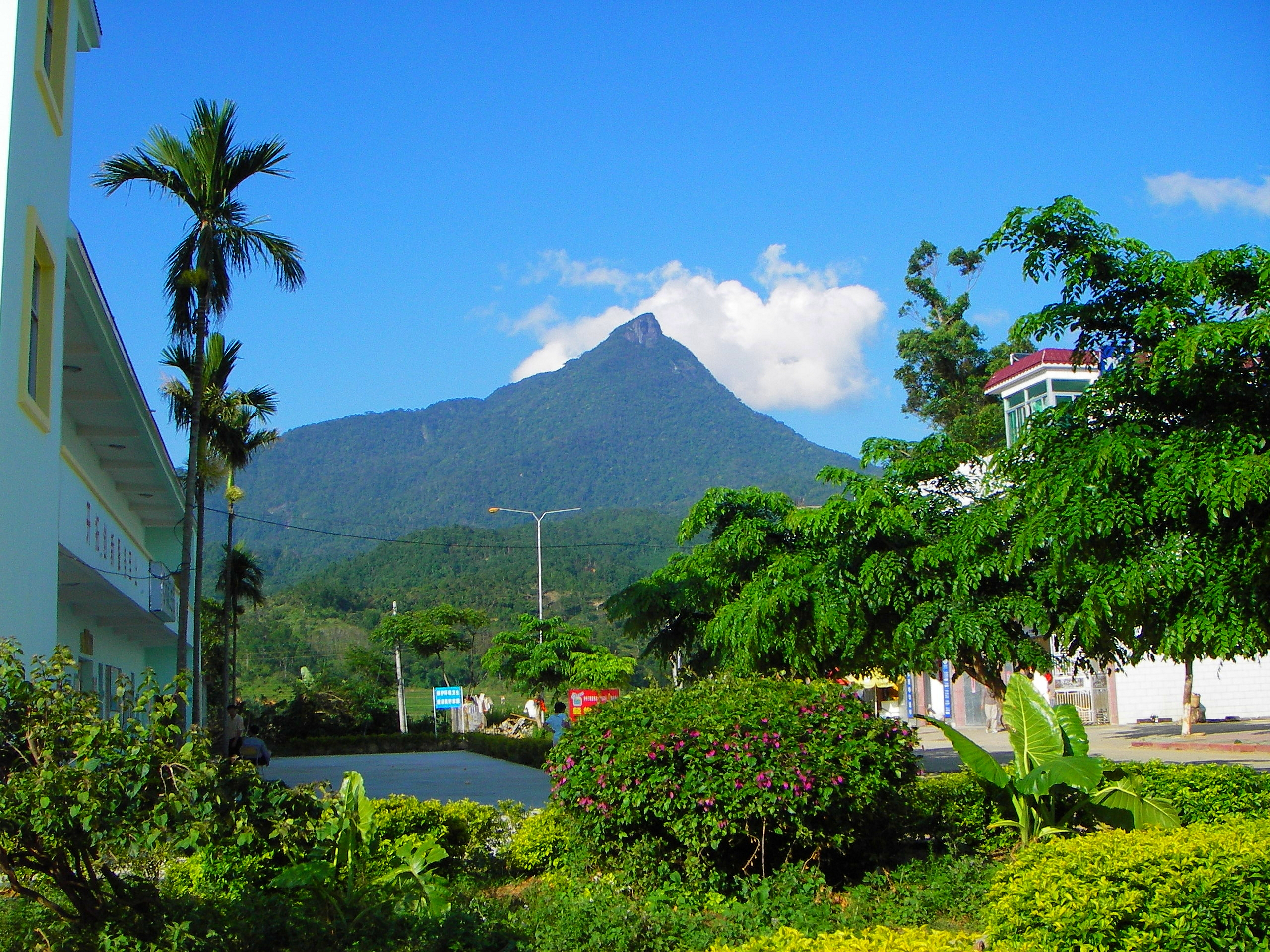
우즈산.

우즈산(중국어: 五指山, 병음: Wǔzhǐ Shān)은 하이난섬에서 가장 높은 산맥으로, 하이난섬의 중부에 위치해 있다. 명칭은 기복이 있는 산봉우리와 능선이 다섯 손가락을 닮았다고 해서 붙여졌으며, 중화인민공화국의 명산 중 하나이다. 충중 리족 먀오족 자치현 내에 위치해 있으며, 리족과 먀오족이 거주하고 있다. 우즈산의 최고봉은 얼즈산(중국어: 二指山, 병음: Èrzhǐ Shān)으로, 제1봉과 제2봉 사이에 있으며 해발 1867 미터이다.
우즈산 연봉(連峰)은 북동쪽에서 남서쪽으로 15 킬로미터 길이로 이어져 있으며, 능선 양쪽으로 분지와 구릉이 산재한 복합적인 지형을 갖고 있다. 우즈산에서 발생한 하천은 방사형으로 흘러가며, 하이난섬 사방으로 흐르다 최종적으로 바다로 흘러간다. 가장 유명한 하천은 완취안허(중국어 정체자: 萬泉河, 간체자: 万泉河, 병음: Wànquán Hé)로, 서쪽에서 동쪽으로 흐르며 충하이시 보아오 진에서 남중국해로 흘러간다.